# Neuropathie optique de Leber
 Mise en garde médicale
La neuropathie optique de Leber est une neuropathie optique d'origine génétique qui commence habituellement par une diminution progressive indolore et bilatérale de la vision chez des patients jeunes. 

## Historique
La maladie a été décrite par Theodor Karl Gustav von Leber (1840-1917) dans une publication de 1870.

## Prévalence
Cette maladie affecte  essentiellement les hommes avec une prévalence de un cas sur 25 000 personnes (en Grande-Bretagne).

## Symptômes
Une perte de netteté de la vision centrale ou un scotome sont les premiers signes de la maladie qui affecte les deux yeux dans 75 % des cas. En cas de commencement unilatéral des signes, la bilatéralité survient dans les 2 mois après le début des signes. Huit fois sur 10, l'atteinte de la vision centrale ne permet pas au patient de compter ses doigts à une distance de plus de 10 cm. 
Une amélioration survient souvent après la phase aiguë, en rapport avec le type de mutation, puis une perte progressive de la vision s'installe avec apparition d'un large scotome central rendant le patient légalement non voyant. Dans certains cas observés le scotome n'apparaît pas mais la perte est souvent un peu plus grave.
Des petits signes neurologiques comme une apparition d'un léger tremblement postural sont habituels. Les femmes atteintes présentent parfois un syndrome neurologique simulant la sclérose en plaques.

## Diagnostic
En phase aiguë, l'étude du champ visuel met en évidence un scotome central (dans certains cas non). L'examen du fond d'œil révèle des télangiectasies péripapillaires, une microangiopathie, un pseudo-œdème et des tortuosités vasculaires. L'angiographie peut parfois être utile pour le diagnostic. Les premiers signes sont parfois absents en début de maladie.
L'étude électrophysiologique du nerf optique confirme l'atteinte primitive de celui-ci et élimine une pathologie de la rétine. En l'absence d'historique familial de neuropathie optique de Leber, l'imagerie médicale est nécessaire pour éliminer un processus tumoral responsable d'atrophie optique. L'imagerie par résonance magnétique cérébrale est habituellement normale mais peut montrer, parfois, un élargissement du chiasma optique ainsi qu'un hypersignal au niveau des nerfs optiques.

## Aspects génétiques
Il s'agit d'une maladie mitochondriale.
Dans le génome de plus de 95 % des individus atteints, une anomalie de l'ADN mitochondrial est décelée à l'origine de la maladie. Les trois mutations connues sont G11778A, T14484C, G3460A. Toutefois la moitié des hommes, ainsi qu'une femme sur 10, porteurs d'une des mutations, vont développer la maladie. 
Le mode de transmission de la neuropathie optique de Leber est mitochondrial. Le conseil génétique  est difficile en raison d'une pénétrance variable dépendante du sexe et de l'âge de la personne. La mère des patients peut être  indemne ou atteinte. Une histoire familiale maternelle de troubles de la vision n'est repérée que dans 60 % des cas. Un homme atteint par cette pathologie ne transmet pas la mutation à ses descendants tandis qu’une femme atteinte transmettra la mutation à tous ses descendants.
Le diagnostic prénatal est possible.

## Diagnostic différentiel
Cette maladie ne doit pas être confondue avec 
- l'amaurose congénitale de Leber ;
- les anévrismes miliaires de Leber ;
- la neurorétinite stellaire idiopathique de Leber ;
- certaines formes, d'expression oculaire, de la maladie de Lyme[6].

## Traitement
L'idébénone peut améliorer certains patients. 
Par thérapie génique, l'injection intravitréenne du gène non muté, permet d'améliorer la vision de certains patients.